# Bednárec
Bednárec (tschechisch früher Velký Bednárec, auch Český Bednárec; deutsch Groß Bernharz) ist eine Gemeinde in Tschechien mit 110 Einwohnern. Sie liegt neun Kilometer nordöstlich von Jindřichův Hradec und gehört zum Okres Jindřichův Hradec.

## Geographie
Bednárec befindet sich in einer Hanglage linksseitig der Žirovnice in der Böhmisch-Mährischen Höhe. Das als Kopec bezeichnete Oberdorf bietet eine weite Aussicht bis zum Böhmerwald und Gratzener Bergland. Südöstlich erhebt sich die 592 m hohe Myslivna. Durch das Dorf führen die Eisenbahnstrecken Veselí nad Lužnicí – Jihlava und Jarošov nad Nežárkou – Batelov.
Nachbarorte sind Hostějeves und Pejdlova Rosička im Norden, Kamenný Malíkov und Bednáreček im Nordosten, Česká Olešná im Osten, Nová Olešná und Mutyněves im Südosten, Oldřiš und Matějovec im Süden, Jarošov nad Nežárkou im Südwesten, Hlubokodol im Westen sowie Lovětín und Nekrasín im Nordwesten.

## Geschichte
Erstmals urkundlich erwähnt wurde das den Herren von Neuhaus gehörige Dorf im Jahre 1377 im Zusammenhang mit Konrad von Bednárec. Im Ort befand sich zu der Zeit eine hölzerne Feste, die Mikuláš von Binharec 1395 kaufte. Bednárec bildete zu dieser Zeit ein Zentrum der Waldenser.
1585 brach eine Pestepidemie aus, der innerhalb von drei Wochen 50 Einwohner zum Opfer fielen. 1693 brach eine Heuschreckenplage aus.
Am 29. August 1887, noch vor der offiziellen Einweihung am 3. November, rollte der erste Zug von Veselí nad Lužnicí nach Jihlava durch den Ort. Bei der Volkszählung von 1921 lebten 323 Menschen im Ort. 1945 waren es 249. Bednárec wurde am 1. Jänner 1975 nach Jarošov nad Nežárkou eingemeindet und bildet seit dem 6. Dezember 1990 wieder eine selbstständige Gemeinde.

## Gemeindegliederung
Für die Gemeinde Bednárec sind keine Ortsteile ausgewiesen. Zu Bednárec gehören die Einschichten Bosna, Kopce und Na Malikově.

## Sehenswürdigkeiten

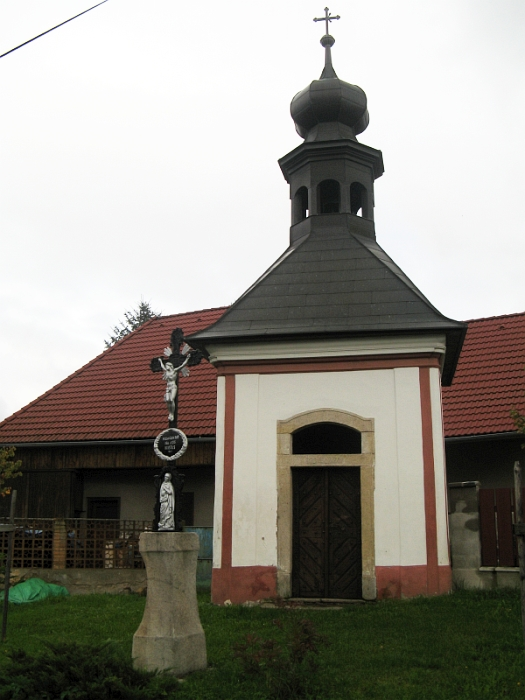
Marienkapelle

- Marienkapelle an Dorfplatz, in der 1795 erbauten Kapelle befand sich bis 1965 die Pieta von Bednárec aus dem Anfang des 16. Jahrhunderts. Das hölzerne Kunstwerk ist heute als Dauerleihgabe in der Südböhmischen Mikoláš Aleš-Galerie auf Schloss Hluboká nad Vltavou zu sehen.
- Naturreservat Lipina an den Mäandern der Žirovnice

## Söhne und Töchter der Gemeinde
- František Tischer (1831–1910), Archivar der Grafen Czernin und Autor historischer Schriften